# Jim Folsom
James Elisha "Jim" Folsom, född 9 oktober 1908 i Coffee County, Alabama, död 21 november 1987 i Cullman, Alabama, var en amerikansk demokratisk politiker. Han var guvernör i Alabama 1947–1951 och 1955–1959.

## Biografi
Jim Folsom studerade vid University of Alabama, Howard College (numera Samford University) och George Washington University utan att någonsin utexamineras. Han tjänstgjorde en kort tid i andra världskriget men återvände hem på grund av sjukdom och stannade sedan hemma i Alabama efter första hustrun Sarahs död år 1944 för att ta hand om parets två döttrar. Smeknamnet "Big Jim" fick han i samband med den vinnande guvernörskampanjen år 1946.
Guvernör Folsom gifte om sig år 1948 med Jamelle Moore. Efter fyra år som guvernör var han i fyra år verksam inom försäkringsbranschen i Cullman och tjänstgjorde sedan i fyra år till som guvernör. Han fick till stånd förbättringar i delstatens pensionssystem, vägnät och inom utbildningspolitiken. Folsom var progressiv även beträffande afroamerikanernas medborgerliga rättigheter. Han är speciellt ihågkommen för sitt tal julen 1949 till delstatens invånare då han betonade vikten av att förbättra de svartas ställning. Han menade att även de fattiga vita skulle dra nytta av det om man kunde lyfta de svarta ur sin undertryckta ställning. George Wallace var ansvarig för Folsoms guvernörskampanj i södra Alabama år 1954 men bröt senare med Folsom. Wallace profilerade sig senare som förespråkare för rassegregation, något som Folsom var emot.
Trots att Folsom var för afroamerikanernas rösträtt, kunde han inte ensam reformera delstatens röstningssystem då han hade största delen av det övriga politiska etablissemanget i Alabama emot sig. Han var också för kvinnors rättigheter och en kampanjslogan som han använde sig av var "Y'all Come!" som betonade att alla var välkomna på hans möten. Hans styre drabbades av korruptionsskandaler, något som försvagade hans ställning. Upphävningen av en lag som var riktad mot fackföreningar var en annan av hans målsättningar som gick om intet då motståndet var för stort. Av Folsoms sju barn ur det andra äktenskapet med Jamelle lyckades äldste sonen Jim Folsom, Jr. avancera till guvernör i faderns fotspår.